# Joachim Sauter
Joachim Sauter (16 mai 1959 - 10 juillet 2021),  est un artiste médiatique et un designer allemand. Il est nommé professeur d'art et de design des nouveaux médias à l'université des arts de Berlin, en 1991. Il devient professeur adjoint à l'université de Californie à Los Angeles, en 2001.
Créateur de Terravision, un globe numérique, et de la société ART+COM, il engage un procès contre Google Earth pour le vol de sa technologie. L'histoire de ce litige est mise en scène par Netflix, en 2021, sous la forme d'une mini-série intitulée The Billion Dollar Code. À cette fin, les réalisateurs ont mené au préalable des entretiens intensifs avec les développeurs impliqués d'ART+COM, qui ont également donné lieu à une featurette d'une demi-heure intitulée Making The Billion Dollar Code.
Joachim Sauter a vécu à Berlin, et est décédé en juillet 2021 des suites d'une maladie. Sa tombe se trouve au cimetière de Dorotheenstadt. 